# Eleição municipal de Itapetininga em 2008
A eleição municipal de Itapetininga em 2008 foi o 15.º pleito eleitoral realizado na história do município. Ocorreu oficialmente em 5 de outubro e foi disputada em turno único, dado que Itapetininga por não ter 200 000 eleitores registrados e aptos ao voto, não atende ao critério eleitoral definido pelo inciso II do artigo nº 29 da Constituição Federal para a realização de um 2.º turno caso nenhum dos candidatos à prefeito alcance maioria absoluta dos votos. Neste caso, o(a) vencedor(a) é escolhido por maioria simples..
Segundo dados do Tribunal Superior Eleitoral, 94 418 eleitores compunham o eleitorado itapetiningano apto a votar para eleger 1 prefeito, 1 vice–prefeito e 11 vereadores para a Câmara Municipal em 2008.

## Candidaturas oficiais
| Nº | Nome            | Partido | Vice                    | Coligação                                                                                  | Situação   |
| -- | --------------- | ------- | ----------------------- | ------------------------------------------------------------------------------------------ | ---------- |
| 15 | Roberto Ramalho | PMDB    | Geraldo Macedo (PSB)    | A Seriedade Continua PMDB / PSB / PRB / PP / PDT / PT / PTB / PSC / DEM / PSDC / PMN / PTC | Reeleito   |
| 44 | Gumercindo      | PRP     | Rogério de Campos (PRP) | partido isolado sem coligação                                                              | Não eleito |
| 45 | Luís Di Fiori   | PSDB    | Toninho Marconi (PPS)   | Mais Trabalho, Mais Você PSDB / PPS / PSL / PTN / PR / PRTB / PHS / PV / PCdoB             | Não eleito |

## Pesquisas eleitorais
Tendo liderado todas as pesquisas eleitorais realizadas durante a campanha eleitoral, Roberto Ramalho confirmou o favoritismo e reelegeu-se com maioria absoluta, conquistando 56,20% dos votos válidos, sendo o primeiro prefeito eleito da história do município a conquistar a reeleição para um segundo mandato consecutivo, iniciado em 1º de janeiro de 2009 e encerrado em 31 de dezembro de 2012.
| Data de realização         | Data de divulgação     | Instituto | Número de registro no TSE | Contratante         | Entrevistados | Margem de erro | Candidatos             | Candidatos           | Candidatos           | Brancos/Nulos | Não sabe/Não respondeu |
| Data de realização         | Data de divulgação     | Instituto | Número de registro no TSE | Contratante         | Entrevistados | Margem de erro | Roberto Ramalho (PMDB) | Luís Di Fiori (PSDB) | Gumercindo Jr. (PRP) | Brancos/Nulos | Não sabe/Não respondeu |
| -------------------------- | ---------------------- | --------- | ------------------------- | ------------------- | ------------- | -------------- | ---------------------- | -------------------- | -------------------- | ------------- | ---------------------- |
| 2 e 3 de outubro de 2008   | 4 de outubro de 2008   | IBOPE     | SP-1486/2008              | TV TEM Itapetininga | 602           | 4%             | 54%                    | 37%                  | 2%                   | 2%            | 5%                     |
| 9 a 11 de setembro de 2008 | 12 de setembro de 2008 | IBOPE     | SP-03/2008                | TV TEM Itapetininga | 602           | 4%             | 48%                    | 32%                  | 4%                   | 5%            | 10%                    |

## Resultados eleitorais

### Prefeito(a) eleito(a)
| Candidatos a prefeito(a)   | Candidatos a prefeito(a) | Candidatos a vice-prefeito(a) | Votação | Votação     |
| Candidatos a prefeito(a)   | Candidatos a prefeito(a) | Candidatos a vice-prefeito(a) | Total   | Porcentagem |
| -------------------------- | ------------------------ | ----------------------------- | ------- | ----------- |
|                            | Roberto Ramalho (PMDB)   | Geraldo Macedo (PSB)          | 41 524  | 56,20%      |
|                            | Luís Di Fiori (PSDB)     | Toninho Marconi (PPS)         | 30 925  | 41,85%      |
|                            | Gumercindo (PRP)         | Rogério de Campos (PRP)       | 1 438   | 1,95%       |
| Total de votos válidos     | Total de votos válidos   | Total de votos válidos        | 73 887  | 73 887      |
| Votos apurados             |                          |                               |         |             |
| Votos válidos              | Votos válidos            | Votos válidos                 | 73 887  | 92,73%      |
| Votos em branco            | Votos em branco          | Votos em branco               | 2 194   | 2,76%       |
| Votos nulos                | Votos nulos              | Votos nulos                   | 3 595   | 4,51%       |
| Total de votos apurados    | Total de votos apurados  | Total de votos apurados       | 79 676  | 79 676      |
| Participação do eleitorado |                          |                               |         |             |
| Comparecimentos            | Comparecimentos          | Comparecimentos               | 79 676  | 84,39%      |
| Abstenções                 | Abstenções               | Abstenções                    | 14 742  | 15,61%      |
| Total de eleitores aptos   | Total de eleitores aptos | Total de eleitores aptos      | 94 418  | 94 418      |
| Fonte: Fundação SEADE      |                          |                               |         |             |

### Vereadores eleitos
No sistema proporcional, pelo qual são eleitos os vereadores, o voto dado a um candidato é primeiro considerado para o partido ao qual ele é filiado. O total de votos de um partido é que define quantas cadeiras ele terá. Definidas as cadeiras, os candidatos mais votados do partido são chamados a ocupá-las. Abaixo encontram-se os candidatos a vereador eleitos, reeleitos e os que ficaram como suplentes para a 15.ª legislatura, iniciada em 1 de janeiro de 2009 e concluída em 31 de dezembro de 2012.
| Nº    | Nome                      | Partido | Coligação                        | Votos Totais | Porcentagem | Situação           |
| ----- | ------------------------- | ------- | -------------------------------- | ------------ | ----------- | ------------------ |
| 12333 | Dudu Franco               | PDT     | PDT / PT / PSB                   | 2,205        | 3,00%       | Eleito             |
| 45789 | Maria Barbará             | PSDB    | PPS / PSDB                       | 2,126        | 2,89%       | Eleita             |
| 12345 | Dr. Mauri Delegado        | PDT     | PDT / PT / PSB                   | 2,124        | 2,89%       | Eleito             |
| 15000 | Dr. Heleno                | PMDB    | sem coligação                    | 1,974        | 2,69%       | Eleito             |
| 25660 | Vereador Hiram Júnior     | DEM     | PP / PTB / PSC / DEM / PMN / PTC | 1,829        | 2,49%       | Reeleito           |
| 13666 | Fuad                      | PT      | PDT / PT / PSB                   | 1,795        | 2,44%       | Reeleito por Média |
| 20000 | Dr. Marcos                | PSC     | PP / PTB / PSC / DEM / PMN / PTC | 1,740        | 2,37%       | Eleito             |
| 15500 | Marcos Nanini             | PMDB    | sem coligação                    | 1,676        | 2,28%       | Reeleito           |
| 12315 | Marcos Mota               | PDT     | PDT / PT / PSB                   | 1,586        | 2,16%       | Suplente           |
| 45045 | Marcelo Nanini            | PSDB    | PPS / PSDB                       | 1,538        | 2,09%       | Eleito             |
| 23456 | Jair Sene                 | PPS     | PPS / PSDB                       | 1,509        | 2,05%       | Suplente           |
| 45123 | Pastor Danilo Silva       | PSDB    | PPS / PSDB                       | 1,507        | 2,05%       | Suplente           |
| 19432 | Sidnei                    | PTN     | PSL / PTN / PRTB / PHS / PCdoB   | 1,333        | 1,81%       | Suplente           |
| 40133 | Marmo Machado             | PSB     | PDT / PT / PSB                   | 1,297        | 1,76%       | Suplente           |
| 14700 | Milton Nery               | PTB     | PP / PTB / PSC / DEM / PMN / PTC | 1,249        | 1,70%       | Suplente           |
| 40111 | Dogomar Sansão            | PSB     | PDT / PT / PSB                   | 1,139        | 1,55%       | Suplente           |
| 40444 | José Maria                | PSB     | PDT / PT / PSB                   | 1,103        | 1,50%       | Suplente           |
| 15777 | Nicoletti                 | PMDB    | sem coligação                    | 1,076        | 1,46%       | Eleito por Média   |
| 15433 | Benê Rolim                | PMDB    | sem coligação                    | 1,049        | 1,43%       | Suplente           |
| 15444 | Pastor Salvador           | PMDB    | sem coligação                    | 1,048        | 1,43%       | Suplente           |
| 15123 | Rafael SPTV               | PMDB    | sem coligação                    | 1,025        | 1,39%       | Suplente           |
| 33300 | Xilim                     | PMN     | PP / PTB / PSC / DEM / PMN / PTC | 1,024        | 1,39%       | Suplente           |
| 40333 | Laércio Cabelereiro       | PSB     | PDT / PT / PSB                   | 986          | 1,34%       | Suplente           |
| 14123 | Bene Luiz da Rádio        | PTB     | PP / PTB / PSC / DEM / PMN / PTC | 961          | 1,31%       | Suplente           |
| 15333 | Orivelto Castilho do Tupi | PMDB    | sem coligação                    | 922          | 1,25%       | Suplente           |
| 45110 | Jacó Sardela              | PSDB    | PPS / PSDB                       | 898          | 1,22%       | Suplente           |
| 15300 | Therezinha Matarazzo      | PMDB    | sem coligação                    | 879          | 1,20%       | Suplente           |
| 45678 | Denise Franci             | PSDB    | PPS / PSDB                       | 865          | 1,18%       | Suplente           |
| 22100 | Antonio Marcos Polyceno   | PR      | PR / PV                          | 854          | 1,16%       | Eleito             |